# Référendum de 1928 dans la ville libre de Dantzig
Un référendum a eu lieu dans la Ville libre de Dantzig le 9 décembre 1928

## Contenu
Il s'agit de deux initiatives populaires portant sur la réduction du nombre de parlementaires.
La proposition Volkswille (volonté populaire) approuvée le 10 mai 1922 et signée par 28 961 personnes entre le 22 et le 29 octobre 1922, propose :
- Passage de 120 à 72 députés au Volkstag.
- Possibilité de dissoudre le Volkstag avec une demande de 15 députés.
- Le Volkstag élit 12 sénateurs, 5 à temps plein temps et 7 à temps partiels.
- Élection du conseil municipal par le Volkstag basé sur la proportion de vote obtenu à la dernière élection.
- Abolition du comité électoral judiciaire.

La proposition Bürgerschutz (protection des citoyens) approuvée le 17 octobre 1922 et signée par 46 219 personnes entre le 3 et 10 novembre 1922, propose :
- Passage de 120 à 61 députés au Volkstag.
- Le Volkstag élit 12 sénateurs, 5 à temps plein temps et 7 à temps partiels.
- Élection directe du conseil municipal.
- Nouvelles élections du Volkstag.

## Contexte
Le traité de Versailles prend effet le 10 janvier 1920 sous la protection de la Société des Nations. Une Constitution est alors rédigée et stipule que : 
- Le Volkstag (parlement) compte 120 sièges et il ne peut être dissous
- Le Sénat (gouvernement) comprend 22 sénateurs ; 8 dans le bureau principal et 14 dans le bureau secondaire
- Le Volkstag élit le conseil municipal de la ville

Le 21 septembre 1928, le Volkstag rejette un projet de loi du gouvernement visant à réduire le nombre de parlementaires par 72 voix pour et 2 contre car le quorum de 80 voix n'est pas atteint.
L'article 47 , stipule qu'il faut un 10e des électeurs pour proposer une initiative populaire. Aux dernières élections (1923), 214 363 électeurs étaient inscrits, il faut donc 21 437 signatures.

## Résultats
Résultats par rapport aux inscrits à la dernière élection (1927). 
Le double oui est interdit. Pour qu'une initiative l'emporte il faut qu'elle obtienne 107 182 voix.   
| Initiative Volkswille                                    | 58 495 | 27,29 % | 947 | 0,44 % | 133 181 | 4 155 | 137 336 | 215 545 | 63,72 % | Refusée |
| Initiative Bürgerschutz                                  | 73 179 | 34,14 % | 560 | 0,26 % | 133 181 | 4 155 | 137 336 | 215 545 | 63,72 % | Refusée |
| Source: Base de données Démocratie Directe (en Allemand) |        |         |     |        |         |       |         |         |         |         |

## Conséquences
Les 2 initiatives sont rejetés parce qu'elles n'atteignent pas les 50 % des inscrits par rapport aux inscrits de 1927.
Le 27 juin 1930, le Volkstag approuve une réforme constitutionnelle par 93 voix pour et 5 contre qui réduit à le Volkstag à 72 sièges et le Sénat à 12 sièges. De nouvelles élections ont lieu le 16 novembre 1930.